# Musée allemand du cuir
Le Musée allemand du cuir (Deutsches Ledermuseum en allemand) est un musée situé à Offenbach-sur-le-Main en Allemagne. Il montre l'utilisation globale du cuir dans l'artisanat, l'art et la vie quotidienne. Dans un espace d'exposition d'environ 2 500 mètres 2 sont exposées plus de 30 000 pièces. Le musée a été fondé en 1917 par Hugo Eberhardt.
Il possède trois ailes, à savoir, le Musée de la chaussure allemand, le Musée des arts appliqués et le Musée d'ethnologie. Il dispose d'un certain nombre d'articles dont les chaussures, les selles, des étagères, des albums photo, des meubles en cuir, et des jouets.

## Sources
- (en) Cet article est partiellement ou en totalité issu de l’article de Wikipédia en anglais intitulé « German Leather Museum » (voir la liste des auteurs).